# نبطیه
نبطیه (به عربی: النبطیة) شهری در استان نبطیه،لبنان است که در سرشماری سال ۲۰۰۵ میلادی، ۹۸۴۳۳ نفر جمعیت داشته است.

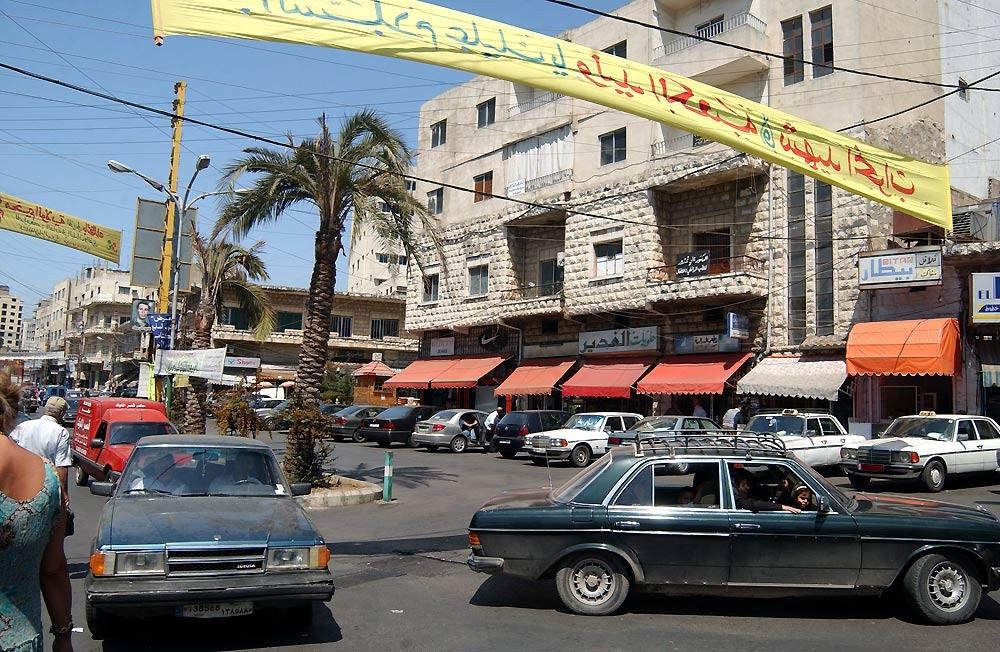
مرکز شهر نبطیه